# Follo
Follo (en lígur: Follo, localment en lígur: U Fulu) és un comune (municipi) de la província de La Spezia, a la regió italiana de la Ligúria, situat uns 80 km de al sud-est de Gènova i uns 8 km al nord-est de La Spezia, entre la Vall de Vara, el Golf de La Spezia i la plana de la Vall de Magra.
Follo limita amb els municipis següents: Beverino, Bolano, Calice al Cornoviglio, La Spezia, Podenzana, Riccò del Golfo di Spezia i Vezzano Ligure.